# 宋利群
宋利群（1961年9月—），男，辽宁铁岭人，中华人民共和国外交官，曾任中华人民共和国驻奥什总领事和中华人民共和国驻敖德萨总领事。

## 生平
1988年起，先后在吉林省人民政府外事办公室、驻俄罗斯大使馆、驻哈巴罗夫斯克总领事馆、外交部办公厅、外交部离退休干部局、上海合作组织秘书处任职。2010年，任驻哈巴罗夫斯克总领事馆副总领事。2011年，兼任驻符拉迪沃斯托克领事办公室主任。2014年，任外交部欧亚司副司级干部。2015年，出任中华人民共和国驻奥什总领事。2018年10月，出任中华人民共和国驻敖德萨总领事。2022年6月，自驻敖德萨总领事离任。

## 家庭
已婚，有一子。